# Miasteczko Śląskie Zalew
Miasteczko Śląskie Zalew – przystanek osobowy Górnośląskich Kolei Wąskotorowych znajdujący się w granicach administracyjnych miasta Tarnowskie Góry (dzielnica Lasowice) przy granicy z gminą Świerklaniec, przy drodze wojewódzkiej nr 908. 
W pobliżu przystanku znajduje się zalew Chechło-Nakło.